# 孔多里里山 (利納雷斯縣)
19°44′42″S 65°37′56″W / 19.74500°S 65.63222°W
孔多里里山（Kunturiri），是玻利維亞的山峰，位於該國西南部波托西省利纳雷斯县，處於哈通昆圖里里山以南和塔拉科查湖以西，屬於安第斯山脈中波托西山脈的一部分，海拔高度4,867米。